# رولینگ
رولینگ (به فرانسوی: Rouhling) یک کمون در فرانسه است که در Canton of Sarreguemines-Campagne واقع شده‌است.

## خصوصیات
رولینگ ۶٫۰۲ کیلومترمربع مساحت و ۲٬۰۰۷ نفر جمعیت دارد.